# Ulrich Joger

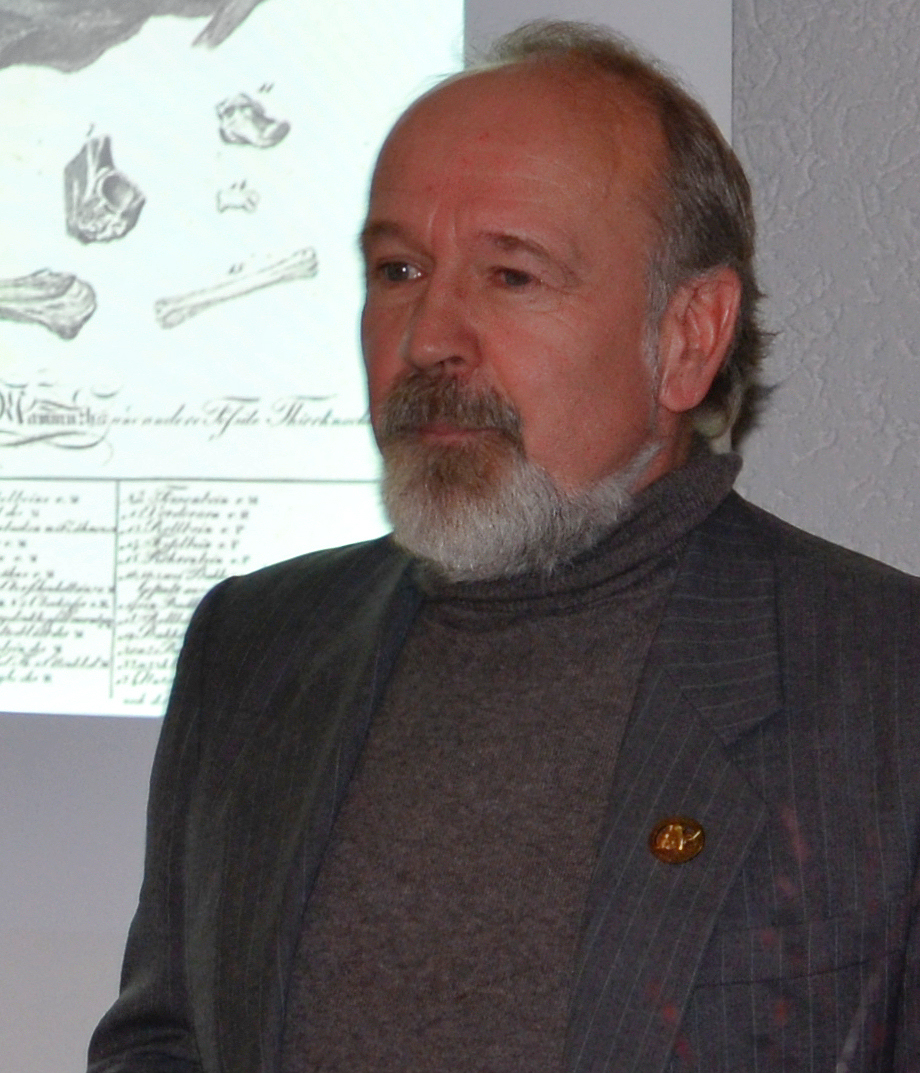
Ulrich Joger, 2016

Ulrich Joger (* 21. Januar 1955 in Hannover) ist ein deutscher Biologe und ehemaliger Direktor des Staatlichen Naturhistorischen Museums Braunschweig.

## Leben
Joger studierte Biologie und Paläontologie an der Universität in Marburg. Im Jahr 1983 promovierte er dort, 1994 erfolgte seine Habilitation. Er beschrieb als Herpetologe zahlreiche Tiere erstmals. Von 2003 bis 2021 leitete er das Naturhistorische Museum Braunschweig. Er beteiligte sich an einer Expedition in die Republik Niger, wo er eine neue Dinosaurierart entdeckte. Das Team des Naturhistorischen Museums hatte im Jahr 2007 bei der ersten deutschen Dinosauriergrabung in Afrika seit 95 Jahren dort unter anderem Dinosaurier aus der Kreidezeit ausgegraben. Die Ausgrabungen wurden in einem Expeditionsfilm festgehalten, der noch im selben Jahr mit einigen Fundstücken in einer Ausstellung der Öffentlichkeit präsentiert wurde.
Joger engagiert sich als Stiftungsrat in der „Dr. Scheller Stiftung“, ist Mitglied des Beirats der „Stiftung Braunschweigischer Kulturbesitz“, des wissenschaftlichen Beirats des „Geoparks Harz - Ostfalen - Braunschweiger Land“ sowie des Beirats zum Forschungs- und Erlebniszentrum „Schöninger Speere“. Durch seine Mitwirkung konnten zwei Projekte initiiert und realisiert werden, die Dinosaurierausstellung 2011 und die Ausstellung Hintergrund Lebenswelten zur Zeit der „Schöninger Speere“.
Am 31. Mai 2013 hielt er an der TU Braunschweig den Vortrag …ansehnlichen Naturaliensammlung, auf dem hiesigen Mosthause über Herzog Carl I. und die Anfänge des Naturhistorischen Museums Braunschweig im Zeitalter der Aufklärung.
Seit September 2024 ist Joger Präsident der Deutschen Gesellschaft für Herpetologie und Terrarienkunde e. V.

## Publikationen (Auswahl)
- The Venomous Snakes of the Near and Middle East. in: Beihefte zum Tübinger Atlas des Vorderen Orients. Reihe A. Naturwissenschaften Nr. 12. L. Reichert, Wiesbaden 1984, ISBN 3-88226-199-4.
- mit Zoltán Tamás Nagy, Michael Wink, Frank Glaw, Miguel Vences: Multiple colonization of Madagascar and Socotra by colubrid snakes: evidence from nuclear and mitochondrial gene phylogenies. in: Proc Biol Sci. Dezember 2003; 270(1533: 2613–2621). doi:10.1098/rspb.2003.2547.
- mit Uwe Fritz, Daniela Guicking, Svetlana Kalyabina-Hauf, Zoltan T. Nagy, Michael Wink: Phylogeography of western Palaearctic reptiles – Spatial and temporal speciation patterns. in: Zoologischer Anzeiger. 246 (2007) S. 293–313.
- mit Jörg Faust, Ralf Kosma, Fritz J. Krüger: Projekt Dino: die Entdeckungsgeschichte neuer Dinosaurier in Niger, Afrika. CARGO-Verlag, Schwülper 2009, ISBN 978-3-938693-17-9.
- mit CE. Pook, N. Stümpel, W. Wüster: When continents collide: phylogeny, historical biogeography and systematics of the medically important viper genus Echis (Squamata: Serpentes: Viperidae). in: Mol Phylogenet Evol. 2009 Dec;53(3):792-807. doi:10.1016/j.ympev.2009.08.002.
- mit Monika Böhm: The conservation status of the world’s reptiles. Biological Conservation, Band 157, Januar 2013, S. 372–385.